# Холод Кирило Тихонович
Холод Кирило Тихонович (?.02.1896 — 9 квітня 1940 ?) народився в селі Писарівка Синельниківського району Дніпропетровської області в сім'ї наймитів. Зі 13 років батракував. У 19 років призвано до царської армії. З 1918 по 1919 рр. — командир партизанського загону, воював з денікінцями й петлюрівцями. У розпал громадянської війни, в 1919 р. вступив до ВКП (б).
У 1921 р. в Україні створюється нова масова громадська організація, яка відіграла величезну роль у природоохоронному русі — Всеукраїнський союз мисливців і рибалок (ВУСМР). До 1924 р. його очолював видатний вчений-зоолог, піонер охорони природи В. Г. Аверін. Однак не будучи членом партії, не маючи пролетарського походження й заслуг перед революцією, він, звичайно, не міг, за панівнис тоді порядком, очолювати й далі таку авторитетну організацію, як ВУСМР. І було дуже важливо, хто прийде йому на зміну, чи збережуться природоохоронні традиції Аверіна. Кирило Тихонович Холод, який очолив ВУСМР з 1924 р., їх не тільки зберіг, а й розвинув. І якщо в Росії такою обширною громадською структурою, що займалася природоохоронною справою, стали краєзнавчі організації, то в Україні — мисливські.
«Норми відстрілу тієї чи іншої дичини, організація заповідників і заказників, заборона весняного полювання та інше… є також плодами праці ВУСМР», — писав Холод.
ВУСМР брав активну участь у розробці правил полювання на території України, затведжених Наркомземом і Народним комісаріатом внутрішніх справ 5 травня 1924 р. і доповнених потім в 1929 р. Правила забороняли полювання в Україні рідкісних видів тварин: дикого кота, бобра, хохулі тощо. Заборона відіграла позитивну роль у відновленні поголів'я лося, білки, оленів, козуль.
Середина 1920-х років — час надзвичайного розквіту української мисливсько-риболовної літератури. У цей час Центральною Радою ВУСМР і його окружними відділами видавалося 12 (!) періодичних журналів й одна газета, а також велика кількість популярних брошур, плакатів.
К. Т. Холод завжди мав на увазі питання заповідної справи. Так, в протоколі ЦК ВУСМР від 10 серпня 1926 р. було записано: «Порушити клопотання перед НКЗ про вилучення Обіточенської коси з відання радгоспу „Вільний“. Повторити раніше порушені клопотання про необхідність заборони на Обіточенській косі випасу худоби, збирання камки й перебування як на косі, так і на прилеглих до неї островах рибалок».
Або ось ще пропозиція ВУСМР часів Кирила Тихоновича Холода:
|  | Клопотати перед УЕС і Наркомінсправ про можливість скликання конвенції з сусідніми державами, і в першу чергу з Туреччиною, щодо питання про заборону весняного полювання й охорону перелітних птахів (...). Надаючи величезне значення всім попереднім заходам, визнається необхідним проведення кампанії заборони весняного полювання, як з с-г відділом Наркомзему, так і ВУСМРом в загальній і спеціальній пресі, а також оприлюднити популярне звернення до населення з гаслом захисту природи, допомоги перелітним птахам і боротьби з порушниками строків полювання. Це звернення розмножити як можливо ширше, в тому числі й через Наркомшлях по найголовніших залізничних станціях. |

Можна з упевненністю сказати, що при головуванні Холода ця організація переживала свій розквіт.
У 1927 р. Холода не обрали головою ЦР ВУСМР, проте він ще входив до його виборних органів. На початку 1930-х ВУСМР практично перестає цікавитися природоохоронними питаннями. А 17 серпня 1933 р. рішенням ЦВК СРСР і РНК СРСР усі мисливські громадські, громадянські організації в СРСР, у тому числі й українські, було розпущено. У 1930-х роках К. Т. Холод працював на різних господарських посадах, остання — керівник Харьківської контори «Оргенерго». У вересні 1937 р. Холода виключили з партії. А 3 жовтня чекіст Дмітрієв арештував колишнього голову ВУСМРу.
Обмовивши спочатку себе на допитах, Холод швидко взяв себе в руки й повів важку боротьбу з берієвськими катами. Відмовився від вибитих «признаний». Пише скарги до різних інстанцій. У вересні 1939 р. матеріал про нього навіть потрапив на доповідь «тов. Берии». Підтримали клопотання Холода його односельці, дружина Марія Олександрівна.
Справа переглядалася кілька разів. 23 грудня 1940 р. Особлива Нарада при НКВД СРСР ухвалила справу на Холода К. Т. «производством прекратить», а самого звільнити з-під стражі.
Подальша доля К. Т. Холода невідома.

## Виноски
1. ↑   Отчет о деятельности Центрального Совета Всеукраинского Союза охотников и рыболовов за срок от 1 октября 1924 г. по 1 октября 1925 г. — Харьков, 1926.
2. ↑  ЦДАВО України, ф. 372, оп. 1, спр. 27, л. 7
3. ↑   Отчет о деятельности Центрального Совета Всеукраинского Союза охотников и рыболовов, за срок от 1-го октября 1925 г. по 1-е октября 1926 г. — Енакиево, 1927. — 76 с.
4. ↑   О ликвидации охотничьей кооперации и о реорганизации интегральной кооперации // Урал. охотник. — 1933. — № 6. — С. 12-15.
5. ↑   Архів СБ України, спр. № 53339